# 포트워스 플라이어스
포트워스 플라이어스(영어: Fort Worth Flyers)는 미국 텍사스주 포트워스를 연고지로 하는 2005년부터 2007년까지 NBA G 리그 동부 디비전 소속되었던 프로농구 팀이다.

## 역대 NBA 제휴팀
| NBA 팀                    | 제휴기간      |
| ------------------------- | ------------- |
| 포트워스 플라이어스       |               |
| 샬럿 밥캐츠               | 2006년~2007년 |
| 필라델피아 세븐티식서스   | 2006년~2007년 |
| 댈러스 매버릭스           | 2005년~2007년 |
| 골든스테이트 워리어스     | 2005년~2006년 |
| 로스앤젤레스 레이커스     | 2005년~2006년 |
| 포틀랜드 트레일블레이저스 | 2005년~2006년 |

## 역대 홈경기장
| 경기장               | 사용기간      | 장소              | 수용인원 | 비고 |
| -------------------- | ------------- | ----------------- | -------- | ---- |
| 포트워스 플라이어스  |               |                   |          |      |
| 포트워스 컨벤션 센터 | 2005년~2007년 | 텍사스주 포트워스 | 13,500명 | 빈칸 |

## 역대 한국인 선수
- 하승진 (2006년)

## 참조
1. ↑  시즌의 뒷 해로 표기. 2006-07 시즌의 경우 2007로 표기.